# Konversionsrate
Als Konversionsrate bezeichnet man in der Kerntechnik das Zahlenverhältnis der in einem Kernreaktor entstehenden neuen spaltbaren Atomkerne zu den gleichzeitig durch Spaltung verbrauchten Kernen. Eine weitere, in der Fachliteratur seltenere Bezeichnung ist Konversionsverhältnis.
In Leichtwasserreaktoren mit Uranbrennstoff werden Konversionsraten bis etwa 0,7 erreicht. Brutreaktoren sind dafür konstruiert, Konversionsraten über 1,0 zu erreichen, also mehr Brennstoff zu erzeugen, als sie verbrauchen. Bei ihnen wird die Konversionsrate meist als Brutrate (seltener Brutverhältnis) bezeichnet. Wenn thoriumhaltiger „Brennstoff“ verwendet wird, kann – je nach Abbrand – auch mit moderierten Reaktoren eine Brutzahl >1 erreicht werden. Dies wurde unter anderem am Kernkraftwerk Shippingport praktisch demonstriert.
Kernfusionsreaktoren werden im großtechnischen Betrieb ebenfalls einen Bestandteil ihres Brennstoffs, das Tritium, selbst aus Lithium erzeugen müssen. Auch hier bezeichnet Brutrate das Verhältnis der neu erzeugten zu den verbrauchten Tritiumkernen.